# Barnacle Bill (Marte)
Barnacle Bill es una roca de 40 centímetros (16 pulgadas) ubicada en el planeta Marte, exactamente en Ares Vallis. Fue la primera roca del planeta en ser analizada con el espectrómetro alfa-protón de rayos X (APXS) que iba a bordo del rover Sojourner. El encuentro ocurrió durante el Sol 3 de la misión de la Mars Pathfinder en la superficie de Marte y tardó diez horas en completarse.
Los primeros análisis realizados y enviados por el vehículo Sojourner llevaron a los científicos a concluir que se trataba de andesitas como las encontradas en la Tierra.